# Minissia
Minissia est une commune rurale située dans le département de Lâ-Todin de la province du Passoré dans la région Nord au Burkina Faso.

## Géographie
Minissia se trouve à 13 km au sud-est du centre de Lâ-Todin, le chef-lieu du département, et à 25 km au sud-ouest de Yako, le chef-lieu de la province. La ville est traversée par le route nationale 13 reliant Yako à Koudougou.

## Histoire
En août 2020, l'ONG Tree Aid a mené une campagne nationale de reboisement (avec l'objectif de planter au total un million d'arbres dans sept régions burkinabè) et planté 1 000 plants d'espèces locales (principalement karité et baobab) dans le village de Minissia

## Économie
Du fait de sa position sur la RN 13 et de son important marché, l'économie de Minissia est en partie basée sur les échanges commerciaux.

## Santé et éducation
Minissia accueille un centre de santé et de promotion sociale (CSPS) tandis que le centre médical avec antenne chirurgicale (CMA) de la province se trouve à Yako.
Le village possède une école primaire publique. 